# Выставка (Мошенской район)
Выставка — деревня в Мошенском районе Новгородской области России. Входит в состав Долговского сельского поселения.

## География
Деревня расположена в 1 километре к востоку от деревень Долгое и Старое Долгое. Расстояние до центра района, села Мошенское, составляет 42 километра. К северу от деревни находится озеро Козлово.

## История
На трёхвёрстной топографической карте Фёдора Шуберта, изданной в 1879 году, обозначена деревня Выставка. Имела 19 дворов.
До революции деревня входила в состав Долговской волости Боровичского уезда. По состоянию на 1911 год в Выставке имелось 23 двора и 38 жилых строений; число жителей составляло 211 человек. Основным занятием населения было земледелие. В деревне имелась лавка.

## Население
| 2010 |
| ---- |
| 26   |

По данным переписи 2002 года, население деревни составляло 32 человека.
Согласно результатам переписи 2002 года, в национальной структуре населения русские составляли 97 % от жителей.